# Band-e Amir

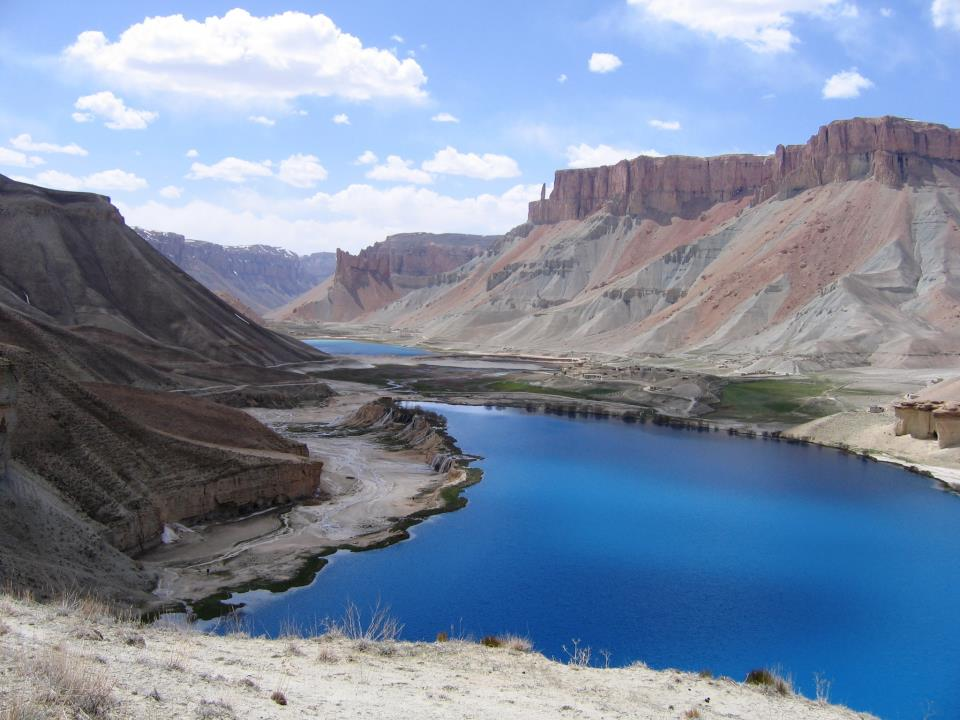
Jeziora w wielkim kanionie

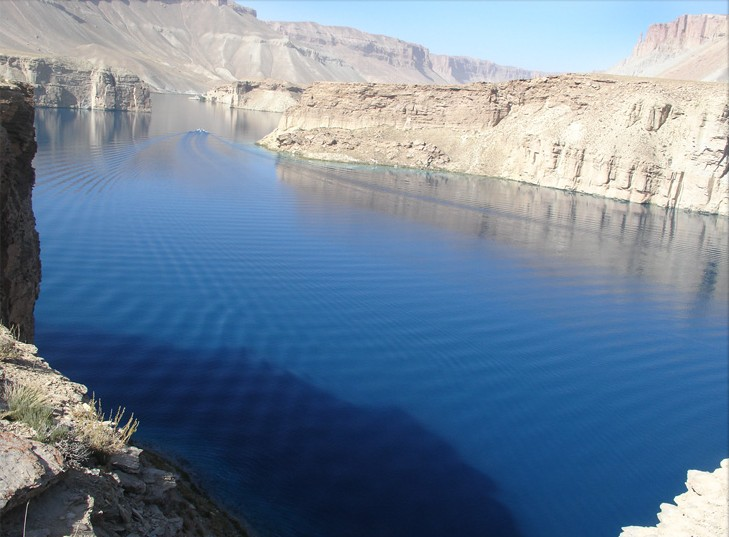
Jedno z jezior Band-e Amir

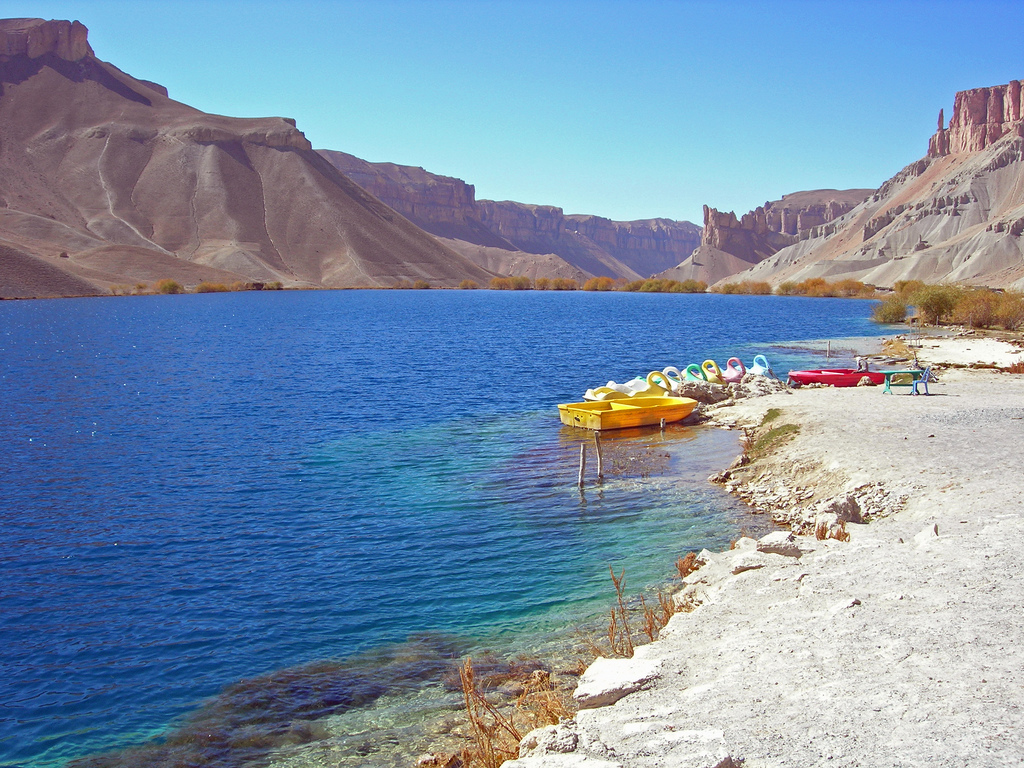
Jedno z jezior Band-e Amir

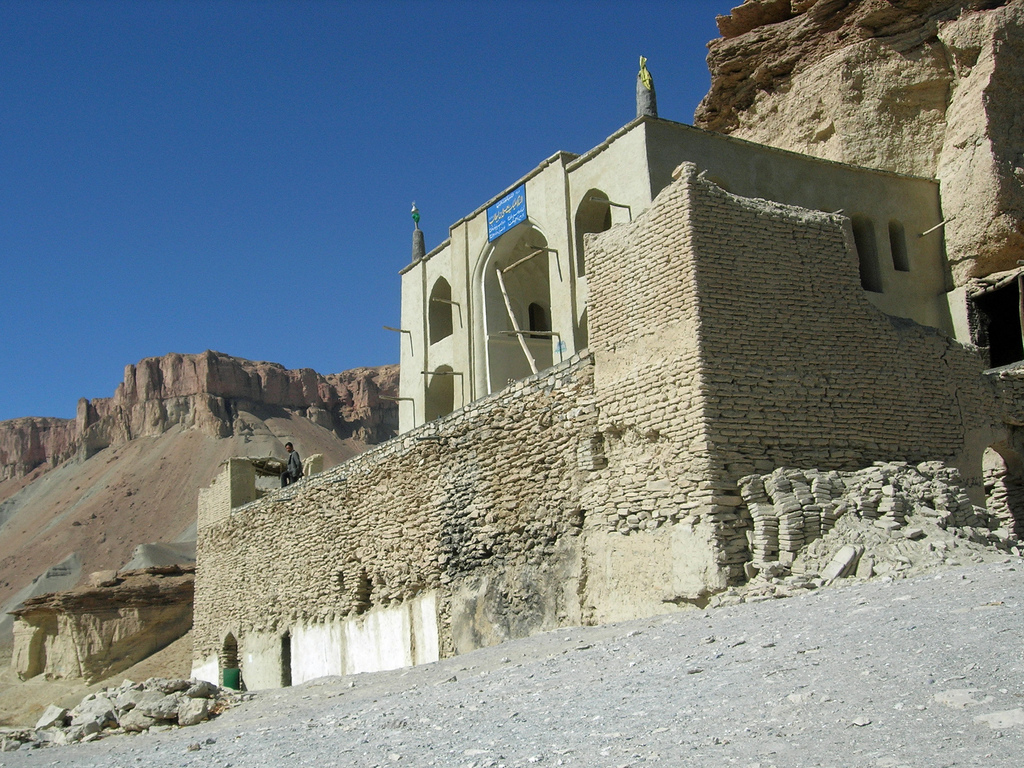
Sanktuarium Alego

Band-e Amir (pol. „Tamy/Jeziora emira”) – grupa sześciu jezior o charakterystycznych barwach – od szafirowej do turkusowej – w środkowym Afganistanie, w prowincji Bamian, objętych ochroną przez utworzony tu w 2009 roku pierwszy w Afganistanie park narodowy – Park Narodowy Band-e Amir.
Według lokalnych legend, jeziora stworzył zięć Mahometa – Ali.
W 2004 roku jeziora zostały wpisane na afgańską listę informacyjną UNESCO – listę obiektów, które Afganistan zamierza rozpatrzyć do zgłoszenia do wpisu na listę światowego dziedzictwa UNESCO.

## Geografia
Jeziora Band-e Amir leżą w paśmie Koh-e Baba Hindukuszu, ok. 215 km od Kabulu i 75 km na zachód od Bamianu. Leżą na wysokości 2900 m n.p.m., w dolinach niewielkich rzek spływających ze wschodu, na podłożu z wapieni i gliny z okresu kredy. Powstały w wyniku zatrzymania wody przez naturalne tamy trawertynowe, które utworzyły się w wyniku wytrącania się węglanów. Woda w jeziorach jest słodka, zawiera węglan  magnezu. Łączna powierzchnia wszystkich jezior wynosi 5,985 km² – jest to największy rezerwuar słodkiej wody w Afganistanie.
Nazwy wszystkich jezior to:
- Band-e Zulfikar (pol. „Jezioro Zulfikara”)
- Band-e Pudina (pol. „Jezioro dzikiej mięty”) – płytkie jezioro o turkusowej barwie wody
- Band-e Panir (pol. „Jezioro sera”) – płytkie jezioro o turkusowej barwie wody, wypełnione białym szlamem o dużej zawartości węglanów[6]
- Band-e Haibat (pol. „Jezioro wspaniałości”)
- Band-e Kambar (pol. „Jezioro stajennego”)
- Band-e Gholaman (pol. „Jezioro niewolnika”)

W wodach jezior występują sinice, okrzemki i glony z gromady Charophyta, a na brzegach jezior skrzypy, mchy, oraz rośliny naczyniowe takie jak mięta czy sit.
Wokół jezior żyją Hazarowie, którzy łowią w nich ryby, a kaskady między jeziorami wykorzystują do napędzania młynów. Po wybudowaniu drogi z Bamian i małego hotelu, jeziora zaczęli odwiedzać turyści.

## Legendy o powstaniu jezior
Według lokalnych legend, jeziora stworzył zięć Mahometa – Ali. W pobliżu jezior wzniesiono niewielkie sanktuarium ku czci Alego na początku XX w.

### Legenda o kupcu
Terenami obecnych prowincji Bamian i Balch władał wówczas król Zamir, który wyznawał zaratusztrianizm. Rodzina jednego z kupców z Bamian, podróżującego Jedwabnym Szlakiem do Arabii, została porwana i zmuszona do pracy niewolniczej na dworze króla. Po przybyciu do Arabii, kupiec zwrócił się o pomoc do proroka Mahometa, który odesłał go do swego zięcia Alego. Ali poradził kupcowi, by wrócił do króla i dokonał bohaterskiego czynu. Kupiec wyraził zgodę i natychmiast, wraz z Alim, został przeniesiony przed oblicze króla. Władca zgodził się uwolnić rodzinę kupca pod trzema warunkami: zbudowania zapory wodnej (której nikomu przedtem nie udało się wznieść), zabicia smoka i dostarczenia Alego. Jednym machnięciem miecza Alego, Zulfikara, kupiec wzniósł zaporę, a utworzone w ten sposób jezioro nazwano Band-e Zulfikar (pol. „Jezioro Zulfikara”). Jednak nie zadowoliło to króla. Ali naciął roślin i wzniósł drugą tamę – tak powstało jezioro Band-e Pudina (pol. „Jezioro Dzikiej Mięty”). Potem zabrał przechodzącej kobiecie ser i wzniósł trzecią tamę, tworząc jezioro Band-e Panir (pol. „Jezioro sera”), później czwartą Band-e Haibat (pol. „Jezioro wspaniałości”), piątą z pomocą giermka Band-e Kambar (pol. „Jezioro stajennego”) – i w końcu z pomocą służącego króla szóstą – Band-e Gholaman (pol. „Jezioro niewolnika”). Wszystkie sześć zapór i jezior otrzymało nazwę Band-e Amir (pol. „Tamy/Jeziora emira”), by uhonorować Alego, który zabił smoka i spotkał się z królem Zamirem. Zamir zakuł Alego w kajdany i skazał na śmierć, lecz Ali uwolnił się, a zaskoczony król poddał się i przeszedł na islam.

### Legenda o królu Baktry
Król Baktry chciał wybudować tamę, by uregulować bieg rzeki, jednak lokalni mieszkańcy odmówili mu pomocy w budowie. Władca zwrócił się wówczas o pomoc do Alego, który wzniósł Band-e Kambar.

### Legenda o Baburze
Za panowania Babura (1483–1530) miały miejsce ogromne powodzie spowodowane roztopami śniegu i władca zlecił budowę zapór, jednak nikomu nie udało się ich wznieść. Interweniował Ali, który ściął mieczem Zulfikarem szczyt góry i utworzył Band-e Zulfikar, co jednak nie powstrzymało kolejnych powodzi. Więc Ali naciął drzew i roślin i zbudował Band-e Pudina, poprosił również kobietę o zrobienie sera, który wlał w nurt wody i stworzył Band-e Panir. Powodzie jednak nie ustawały. Zezłoszczony Ali cisnął ogromny głaz w strumień wody, tworząc Band-e Haibat, co wreszcie powstrzymało wody. Na koniec Babur nakazał budowę tamy swoim niewolnikom – tak powstała Band-e Gholaman.

## Historia
W 2004 roku jeziora zostały wpisane na afgańską listę informacyjną UNESCO – listę obiektów, które Afganistan zamierza rozpatrzyć do zgłoszenia do wpisu na listę światowego dziedzictwa UNESCO.
22 kwietnia 2009 roku na obszarze jezior utworzono park narodowy – pierwszy w historii Afganistanu, który ochroną objął powierzchnię 59 tys. ha.
Wodzie z jezior przypisywane są moce uzdrawiające i wiele osób pielgrzymuje do wód.